# Kietrz (gemeente)
De gemeente Kietrz is een stad- en landgemeente in het Poolse woiwodschap Opole, in powiat Głubczycki.
De zetel van de gemeente is in Kietrz.
Op 30 juni 2004 telde de gemeente 11 954 inwoners.

## Oppervlakte gegevens
In 2002 bedroeg de totale oppervlakte van gemeente Kietrz 139,93 km², waarvan:
- agrarisch gebied: 88%
- bossen: 2%

De gemeente beslaat 20,79% van de totale oppervlakte van de powiat.

## Demografie
Stand op 30 juni 2004:
| Omschrijving                   | Totaal | Totaal | Vrouwen | Vrouwen | Mannen | Mannen |
| ------------------------------ | ------ | ------ | ------- | ------- | ------ | ------ |
| eenheid                        | aantal | %      | aantal  | %       | aantal | %      |
| inwoners                       | 11 954 | 100    | 6128    | 51,3    | 5826   | 48,7   |
| bevolkingsdichtheid (inw./km²) | 85,4   | 85,4   | 43,8    | 43,8    | 41,6   | 41,6   |

In 2002 bedroeg het gemiddelde inkomen per inwoner 1236,81 zł.

## Administratieve plaatsen (sołectwo)
Chróścielów, Dzierżysław, Kozłówki, Lubotyń, Ludmierzyce, Nasiedle, Nowa Cerekwia, Pilszcz, Rogożany, Rozumice, Ściborzyce Wielkie, Wojnowice
Zonder de status sołectwo : Gniewkowice (przysiółek sołectwa Chróścielów), Nowy Dwór (przysiółek sołectwa Nasiedle).

## Aangrenzende gemeenten
Baborów, Branice, Głubczyce, Pietrowice Wielkie. De gemeente grenst aan Tsjechië.